# Назарчук, Николай Александрович
Николай Александрович Назарчук (7 сентября 1927 ― 4 января 2019) ― советский и белорусский художник, график, педагог, участник Великой Отечественной войны.

## Биография
Николай Александрович Назарчук родился 7 сентября 1927 года в деревне Санюки, ныне Ельского района Гомельской области. В 1941 году завершил обучение в 7-м классе Санюковской средней школы. Во время оккупации проживал на захваченной немцами территории. В январе 1944 года, когда Советская Армия освободила Белоруссию, был направлен учиться на курсы сапёров. С марта 1944 года и на протяжении восьми месяцев принимал участие в обезвреживании боеприпасов: мин и снарядов. Был награждён медалью «За отвагу». 14 декабря 1944 года 17-летний юноша был отправлен на военную службу в артиллерийский полк. В ноябре 1946 году уволен со службы.
Ещё до войны Николай проявлял способности к рисованию. Его талант был отмечен художником Рыдневским, который и поспособствовал поступлению в художественное училище. В 1947 году был зачислен в Минское художественное училище.
С 1952 по 1955 год стал работать учителем рисунка, живописи и композиции в Витебском художественно-графическом училище.
С 1955 по 1961 год проходил обучение в Белорусском театрально-художественном институте у уже знакомых ему учителей — В. Волкова, В. Мазалева, В. Цвирка, А. Козловского. Ему была присвоена квалификация — «живописец». Картина «Семинар в поле» стала его дипломной работой.
С 1962 по 1966 годы трудился учителем рисования в Минском архитектурно-строительном техникуме. С марта 1966 года и на протяжении шести лет трудился в Республиканской школе-интернате музыки и изящных искусств завучем изящных искусств.
С 1967 года являлся членом Союза художников Белорусской ССР.
С 1974 по 1975 годы являлся ответственным секретарём правления Союза художников Белорусской ССР. В 1975 году поступил на работу преподавателем кафедры рисунка, акварели и скульптуры Белорусского политехнического института. После 1976 года стал трудиться по контрактам, занимался творческой работой.
С 1982 по 1989 годы исполнял обязанности заместителя председателя Художественного фонда Союза художников Белорусской ССР.
Участник многих художественных выставок, в том числе международных в Англии, Польше, России, Франции.
Проживал в городе Минске. Умер 4 января 2019 года.

## Работы художника
- «Мать мертвых» (1961),
- «Огни моего города» (1970),
- «Односельчане» (1975),
- «Цветы Алайзе Пашкевич» (1976),
- «Сын» (1978),
- «Николай Гусовский дома» (1981),
- «Солдаты и цветы» (1985),
- «Танковый бой под Сянно 9-16 июля 1941 года» (1986),
- «Якуб Колас и В. К. Белыницкий-Бирула в Прилуках» (1982),
- «Портрет. Герой Советского Союза В. Царук» (1984),
- « Ф. Скорина в Праге» (1986),
- «Захоронение чибисы. Чернобыл» (1989),
- «Он спас сестру из плена» (1990),
- «Кастусь Калиновский» (1992),
- «Борьба. 19 февраля 1989 г.» (1993),
- «Тадеуш Костюшко перед армией» (1994),
- «Беларусь 1992. Аллегория» (1995),
- «Беларусь, ваш народ подождет» (1996),
- «Возрождение» (1997)
- «Рождение стрекозы» (1998),
- «И время придет. Аллегория» (1999),
- «К свету» (1998),
- «Аллегория времени» (2001),
- «Под знаком независимости. Мечты»(2001),
- «Портрет Леона Баразны» (2002),
- «Памяти художника Ивана Рэя» (2003),
- «Каин и Авель» (2003),
- «Возрождение» (2007),
- «1960-е. Реабилитация» (2007),
- «В День Воли» (2015),
- «Сонеты Максима Богдановича» (2017).

## Награды и звания
- Медаль «За отвагу» (СССР)
- Медаль Жукова,
- другими медалями.
- Медаль «За заслуги в изобразительном искусстве» Белорусского союза художников.
- Медаль Иосифа Драздовича «За плоды в искусстве» культурно-просветительского клуба «Наследие» (2005 г.).